# Platycoryne trilobata
Platycoryne trilobata är en orkidéart som beskrevs av Victor Samuel Summerhayes. Platycoryne trilobata ingår i släktet Platycoryne och familjen orkidéer. Inga underarter finns listade i Catalogue of Life.